# هزاره ایماق
هزارهٔ ایماق، هزارهٔ قلعه‌نو یا هزارهٔ سنی گروهی از مردم چهار ایماق از منشأ مردم هزاره در افغانستان است که همهٔ آنها مسلمانان سنی‌مذهب هستند درحالی‌که اکثریت دیگر هزاره‌ها مسلمانان شیعه‌مذهب هستند. دیگر مردم ایماق به‌طور سنتی زندگی کوچ‌نشینی دارند، اما هزارهٔ ایماق زندگی نیمه کوچ‌نشینی دارند. سکونت‌گاه تاریخی و محل زندگی اکثریت این هزاره‌ها قلعه‌نو ولایت بادغیس می‌باشد.